# (74327) 1998 UT38
(74327) 1998 UT38 – planetoida z pasa głównego asteroid okrążająca Słońce w ciągu 4,24 lat w średniej odległości 2,62 j.a. Odkryta 28 października 1998 roku.